# Australian Baseball League (1989–99)
Die Australian Baseball League (ABL) war eine professionelle Baseballliga, die 1987 gegründet wurde und im Jahr 1989 ihre Eröffnungssaison feierte. Die Liga wurde im Jahr 1999 aufgrund finanzieller Schwierigkeiten aufgelöst und im Jahr 2010 durch die heutige, gleichnamige Australian Baseball League ersetzt.

## Teams

### Gründungsteams
- Adelaide Giants
- Brisbane Bandits
- Gold Coast Clippers
- Melbourne Monarchs
- Parramatta Patriots
- Sydney Metros
- Perth Heat
- Waverley Reds

### Expansionsteams
- Melbourne Bushrangers (1991–95)
- Sydney Blues (1993–99)
- Sydney Wave
- Hunter Eagles (1994–98)

## Gewinner des Claxton Shield
Das Claxton Shield ist die Trophäe für das Siegerteam der Australian Baseball League. Folgende Teams konnten den Titel in den zehn Jahren des Bestehens der Australian Baseball League für sich entscheiden:
| Saison | Team               | Bundesstaat       |
| ------ | ------------------ | ----------------- |
| 1990   | Waverly Reds       | Victoria          |
| 1991   | Perth Heat         | Western Australia |
| 1992   | Daikyo Dolphins    | Queensland        |
| 1993   | Melbourne Monarchs | Victoria          |
| 1994   | Brisbane Bandits   | Queensland        |
| 1995   | Waverly Reds       | Victoria          |
| 1996   | Sydney Blues       | New South Wales   |
| 1997   | Perth Heat         | Western Australia |
| 1998   | Melbourne Reds     | Victoria          |
| 1999   | Gold Coast Cougars | Queensland        |